# Tavara Szunao
Tavara Szunao (田原 淳; Tawara Sunao, 1873. július 5. – 1952. január 19.) japán patológus, aki a pitvar-kamrai csomó (más néven Aschoff-Tawara-csomó) felfedezéséről ismert. A Tawara-szárak is az ő nevét viselik.
Tawara Óita prefektúrában született, és a Tokiói Egyetem orvosi karán tanult. 1901-ben diplomázott, és 1908-ban kapta meg az orvostudományok doktora címet. 1903 és 1906 között a Marburgi Egyetemen folytatta tanulmányait, ahol Ludwig Aschoff mellett patológiát és patológiai anatómiát tanult. Itt vállalkozott a szív patológiájával és anatómiájával kapcsolatos fontos munkáira. Japánba visszatérve a fukuokai Kyushu Egyetem patológia tanársegédjévé nevezték ki, majd 1908-ban teljes jogú professzori kinevezést kapott.

## Munkái
- Die Topographie und Histologie der Brückenfasern. Ein Beitrag zur Lehre von der Bedeutung der Purkinjeschen Fäden. (Vorläufige Mitteilung). Zentralblatt für Physiologie, Band 19, Nr. 3, 6. Mai 1905, S. 70-77
- Anatomisch-histologische Nachprüfung der Schnittführung an den von Prof. H. E. Hering übersandten Hundeherzen.. Archiv für die gesamte Physiologie des Menschen und der Tiere, Band 111, No 7-8, 20 February 1906, S. 300-302.
- Über die sogenannten abnormen Sehnenfäden des Herzens. Ziegler’s Beiträge zur Pathologischen Anatomie und zur allgemeinen Pathologie, Band 39, 1906, S. 563-584
- Das Reizleitungssystem des Säugetierherzens. Eine anatomisch-histologische Studie über das Atrioventrikularbündel und die Purkinjeschen Fäden. Jena:Gustav Fischer, 1906
- Die heutige Lehre von den pathologisch-anatomischen Grundlagen der Herzschwäche: kritische Bemerkungen auf Grund eigener Untersuchungen.  (mit L. Aschoff). Jena: Fischer, 1906

## Elismerés
Eredményei tiszteletére a Kyushu Egyetem róla nevezte el az egyetem egyik útját.

## Galéria
- Szülőház Akiben (Oita prefektúra) emlékkővel
- Az 1. számú középiskola érettségi bizonyítványa (Tokió, 1897. július 8.)
- Tawara előadást tart a Kyushu Egyetemen (1919 körül)
- Tawara sírja (Jishō-templom, Nakatsu)
- Kiállítás Tawara emléktárgyaival (Oe-Archívum, Nakatsu város, Oita prefektúra, Japán)

## Fordítás
Ez a szócikk részben vagy egészben  a   Sunao Tawara című angol Wikipédia-szócikk ezen változatának fordításán alapul.  Az eredeti cikk szerkesztőit annak laptörténete sorolja fel. Ez a jelzés csupán a megfogalmazás eredetét és a szerzői jogokat jelzi, nem szolgál a cikkben szereplő információk forrásmegjelöléseként.